# ویوکا سرلاکیوس
ویوکا سرلاکیوس (انگلیسی: Viveca Serlachius; ۲ مارس ۱۹۲۳ – ۹ ژانویهٔ ۱۹۹۳) هنرپیشه، و بازیگر سینما اهل سوئد بود.
از فیلم‌ها یا برنامه‌های تلویزیونی که وی در آن نقش داشته‌است می‌توان به پی‌پی جوراب‌بلنده اشاره کرد.